# 味醂

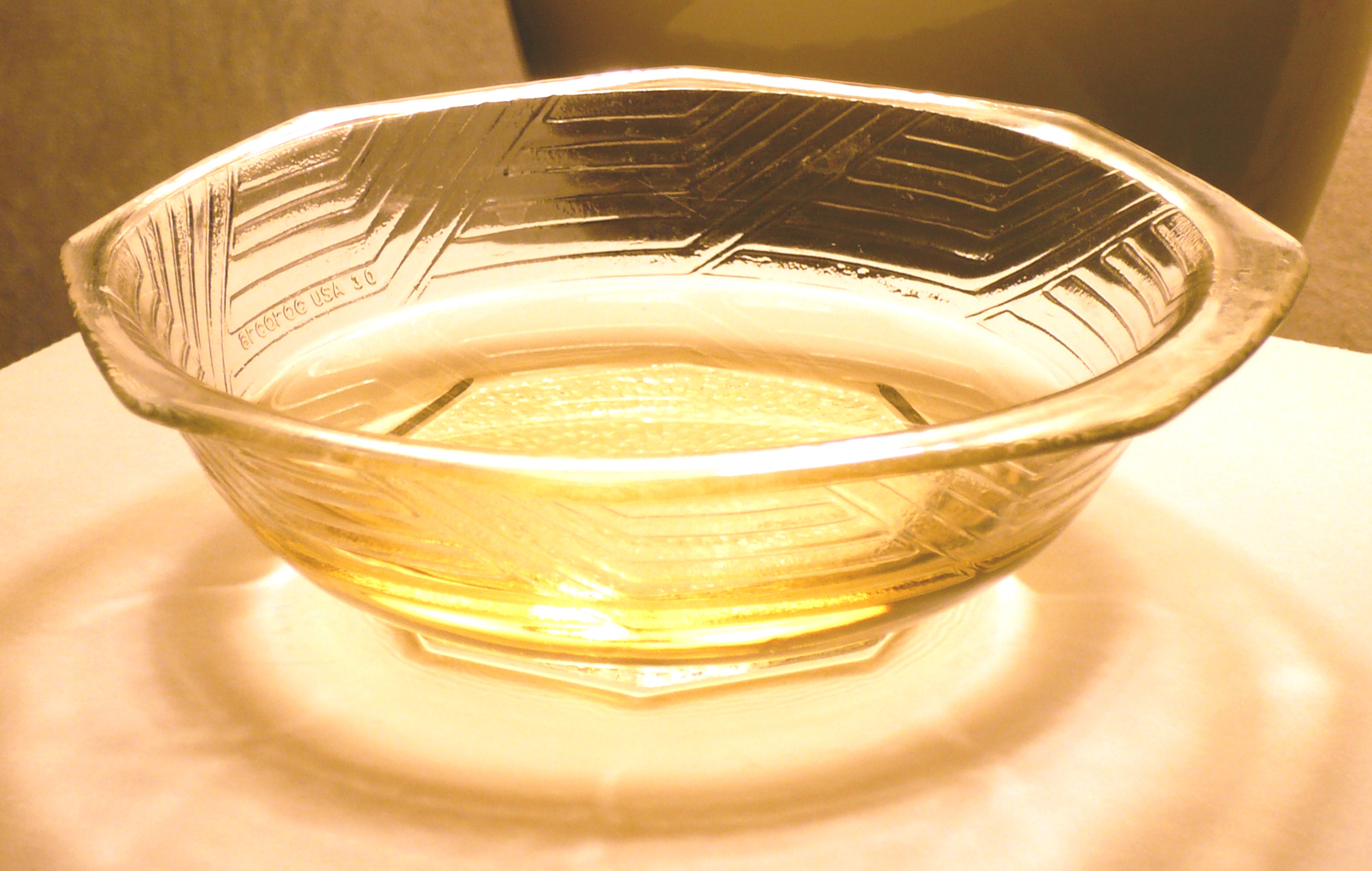
味醂

味醂（日语：／ mirin *），中文有時亦作味淋、味霖，是一種日式料理調味品，類似米酒的料酒。味醂由甜糯米加上麴釀成。味醂中含有的甘甜及酒味，能有效去除食物的腥味。味醂的甜味能充分引出食材的原味，是照燒類菜式不可或缺的調味料。味醂具有緊縮蛋白質，能使肉質變硬的效果。如果怕菜煮出來太軟糊，要早點加；相反如果怕飯菜太硬，則要晚點加。烹調時加入味醂還能增添光澤，使食材呈現更可口的色澤。
在日本，「11」和「30」取其諧音有「好」和「味醂」之意，因此味醂業界將11月30日定為「本味醂之日」。

## 成分

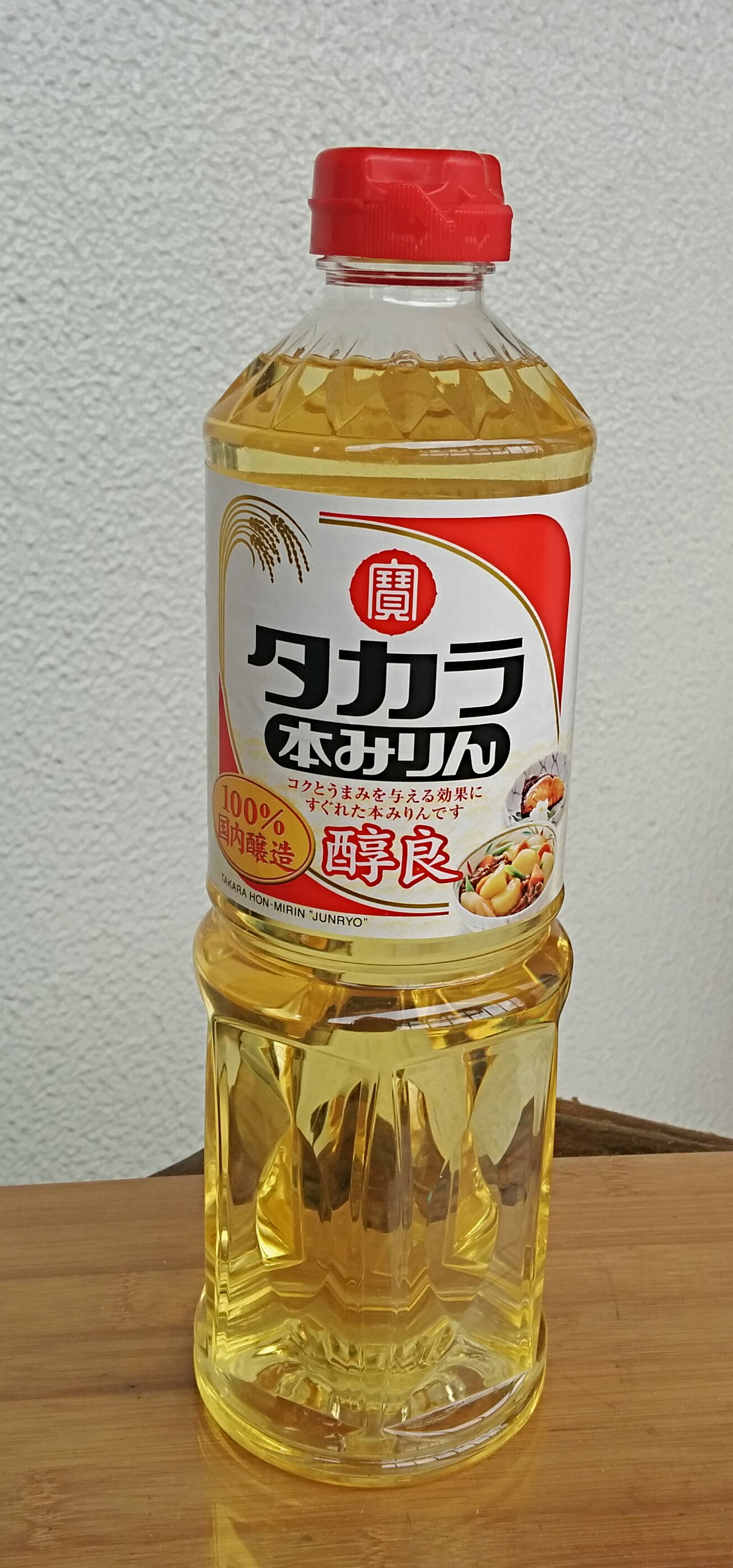
一瓶味醂

味醂是一種帶有甜味的黃色液體，含有較多的糖分和酒精。味醂作為飲料時，把燒酒加入味醂中以提高酒精濃度，所製成的酒在日本被稱為「本直」或「柳蔭」，但主要味醂用於煮類和照燒類的菜式、以及用來製造麵醬油和蒲燒醬汁。味醂的酒精成分能抑制魚類等的腥味，幫助帶出飯菜的味道，並能防止飯菜煮得稀爛。味醂的糖分能為飯菜加添甜味，加熱時所產生的香味更能使飯菜更香更甜；在做照燒類菜式時能增添光澤。味醂亦是釀製日本白酒和屠蘇酒的材料之一。以往的褐色味醂，現時製法經過改良，顏色變淡，因此亦被稱作白味醂。
味醂又可分為本味醂及味醂風。本味醂是糯米加上米麴及燒酎發酵而成的，含有13至14%酒精，而味醂風是以葡萄糖及麥芽糖人工合成的，酒精含量一般不到1%。

## 銷售管制
在日本，味醂和一般啤酒或威士忌等酒精飲料相同，在酒稅法之下需被徵收酒稅。此外，在製造和銷售味醂時必須有製造和銷售牌照。

## 製作方法
把蒸熟的糯米和米麴混合，再加入燒酒或釀酒用的酒精，在室溫下經過60天加以發酵，把釀成的酒醅壓搾和過濾，最後提出的酒汁便是味醂。在發酵時，米麴內的澱粉酶會將糯米的澱粉分解成糖分，產生甜味。另外，經米麴的蛋白酶所製成的琥珀酸和氨基酸，能夠產生獨特的酒醇味。在釀成時，味醂裏所含有的約14%酒精成分能抑制酵母菌的發酵作用（和細菌的繁殖），使糖分消耗減少，因此味醂的味道比日本酒更甜。

## 歷史
味醂原本為飲料，在江戶時代清酒普及以前，是一種帶有甜味的高級酒。現時，日本人也會把藥草浸在味醂中製成藥用酒（例如屠蘇、養命酒等等）來飲用。
關於味醂的起源有多種說法，其真確性仍未被確定：
- 1593年（文禄二年）《駒井日記》被視為是味醂的最古文獻記載，其記載了「蜜淋」的名稱。[3]。日本古時為了防止練酒、白酒等甜酒腐壞，在酒裏加入燒酒而成為味醂。「本朝食鑑（日语：本朝食鑑）」（元禄8年（1695年））記載了用燒酒製作本味醂的方法。在「萬寶料理秘密箱」（天明5年（1785年））的「赤貝和煮」一章中有味醂的記述之後，味醂開始作為調味料用來製造蕎麥面醬油和蒲燒醬汁[4][5][6]。
- 1649年（慶安二年）《貞徳文集》則記載味醂是由外國傳來；是中國古時一種叫密淋[7]的甜酒，在日本戰國時代傳入日本、琉球。現時在浙江省有一種糖份20%以上的酒稱為蜜酒，而紹興酒的酒母稱為「淋飯酒」，都與味醂的名稱有聯繫。

味醂的面貌隨著時代變遷不斷轉變。普遍認為在二次大戰後，味醂的面貌轉變成為現時大家所見的本味醂，並在一般家庭開始被使用。
1996年（平成8年）日本政府放寛銷售味醂的牌照要求，只要申請並獲發「味醂零售牌照」，即使是沒有售賣啤酒、威士忌等酒精飲料的超級市場和商店，也能夠售賣本味醂。
2006年（平成18年），日本政府廢除了「味醂零售牌照」，並將味醂綜合到「一般酒類牌照」裏。

## 其他類似的調味料
市面上有其他和味醂相類似的調味料，但由於材料和製法不同，所含的成分相異，在做菜時的效果亦不盡相同。其中一種味醂風調味料，風味和味醂相近，是把增味劑和麥芽糖等糖分加入不在酒稅之列的酒精成分1%以下的酒精中製成。另外一種不在酒稅之列的發酵調味料，含有酒精成分10%-14%和盬分1.5 g/100 mL 以上。味醂風調味料在開封後，經氧和細菌的作用容易酸化和腐敗，因此應保存在陰暗處，並及早使用。

## 註腳
1. ↑  文部科学省　「日本食品標準成分表2015年版（七訂） （页面存档备份，存于）」
2. ↑  . 苹果生活. 2008-01-04  [2018年2月5日]. （原始内容存档于2018年2月6日）.
3. ↑  .   [2012-08-12]. （原始内容存档于2014-12-22）.
4. ↑  .   [2012-08-12]. （原始内容存档于2016-03-05）.
5. ↑  江戸時代の料理書にみる煮物料理における調味料の変化  松本美鈴  （社）日本家政学会第59回大会要旨[永久]
6. ↑  .   [2012-08-12]. （原始内容存档于2016-03-04）.
7. ↑  《湖雅巻八造醸》

## 參看
- 白味醂
- 三河味醂